# Wojciech Ziółek
Wojciech Ziółek (ur. 21 czerwca 1963 r. w Radomiu) – jezuita, filozof, teolog, biblista, przełożony Prowincji Polski Południowej Towarzystwa Jezusowego w latach 2008–2014.
Do Towarzystwa Jezusowego wstąpił 21 września 1982 r. w Starej Wsi. Wyświęcony na kapłana 29 czerwca 1992 r. w Nowym Sączu.
W. Ziółek jest synem Henryka i Aleksandry (z domu Kwiecień). Filozofię studiował w Krakowie (1984–1987), zaś teologię ogólną wraz ze specjalizacją biblijną - na Uniwersytecie Gregoriańskim w Rzymie w latach 1988–1994. Był duszpasterzem akademickim w Opolu i Krakowie. W latach 2005–2008 przełożony wspólnoty zakonnej we Wrocławiu i proboszcz parafii św. Klemensa Dworzaka, a od 2008 do 2014 prowincjał Prowincji Polski Południowej Towarzystwa Jezusowego.